# Ameletus lineatus
Ameletus lineatus är en dagsländeart som beskrevs av Jay R. Traver 1932. Ameletus lineatus ingår i släktet Ameletus och familjen Ameletidae. Inga underarter finns listade i Catalogue of Life.